# 城巴22R線
城巴22R線是城巴營辦的特別路線，由啟德站來往啟德郵輪碼頭，僅在啟德郵輪碼頭舉行特別活動後提供散場服務。

## 服務時間及班次
| 啟德站開      | 啟德站開    | 啟德站開         | 啟德郵輪碼頭開 | 啟德郵輪碼頭開      | 啟德郵輪碼頭開      | 參    |
| 日期          | 服務時間    | 班次（分鐘）     | 日期           | 服務時間            | 班次（分鐘）        | 參    |
| ------------- | ----------- | ---------------- | -------------- | ------------------- | ------------------- | ----- |
| 2023年5月27日 | 10:00-16:15 | 因應現場客量調整 | 2023年5月27日  | 12:10、14:25、16:10 | 12:10、14:25、16:10 | [ 1 ] |

## 收費
| - 本線設有12歲以下小童及65歲或以上長者半價優惠。 - 65歲或以上香港居民使用「樂悠咭」，以及12歲以下合資格殘疾兒童使用「殘疾人士身份」個人八達通繳付車資，均可享有每程$2.0或半價（以較低者為準）的票價優惠；12至64歲合資格殘疾人士使用「殘疾人士身份」個人八達通（包括「樂悠咭」），以及60至64歲香港居民使用「樂悠咭」繳付車資，均可享有每程$2.0或全費（以較低者為準）的票價優惠。 - 65歲或以上長者如使用長者或一般個人八達通繳付車資，則只可享有半價優惠；12至64歲合資格殘疾人士如不使用「殘疾人士身份」個人八達通，以及60至64歲人士如不使用「樂悠咭」繳付車資，必須繳付全費。 - 乘客可以現金或八達通於上車時付款，不設找續。 - 每位成人乘客可免費攜帶最多兩名4歲以下而不佔座位的兒童乘客乘車，超額之4歲以下小童必須繳付小童車費乘車。 - 九龍巴士、城巴及龍運巴士全職員工及家屬（不包括外判職員）可免費乘搭本路線，惟必須拍職員或職員家屬八達通。 - 乘客亦可使用AlipayHK「易乘碼」、支付寶、WeChatHK／微信支付「搭車碼」、銀聯雲閃付「乘車碼」及BOC Pay「乘車碼」、具有感應式支付功能的VISA、Mastercard及銀聯卡，以及Apple Pay、Google Pay及Samsung Pay流動支付平台繳付車資。使用此支付方式的乘客可享有中途下車之分段收費，以及與其他城巴獨營路線或聯營線城巴班次之轉乘優惠，惟不適用於與非城巴路線之轉乘優惠。乘客亦不能享有「公共交通費用補貼計劃」及「長者及合資格殘疾人士公共交通票價優惠計劃」。 |

## 行車路線
啟德郵輪碼頭開經：承豐道、承啟道、沐安街（西行）、迴旋處及沐安街（東行）。
啟德站開經：沐安街、承啟道及承豐道。

### 沿線車站
| 啟德郵輪碼頭開 | 啟德郵輪碼頭開 | 啟德郵輪碼頭開       | 啟德站開 | 啟德站開     | 啟德站開             |
| 序號           | 車站名稱       | 位置                 | 序號     | 車站名稱     | 位置                 |
| -------------- | -------------- | -------------------- | -------- | ------------ | -------------------- |
| 1              | 啟德郵輪碼頭   | 啟德郵輪碼頭巴士總站 | 1        | 啟德站       | 沐安街               |
| 2              | 啟德站         | 沐安街               | 2        | 啟德郵輪碼頭 | 啟德郵輪碼頭巴士總站 |